# Més que amics, germans
Més que amics, germans  (títol original: The Brothers) és una pel·lícula estatunidenca dirigida per Gary Hardwick, estrenada l'any 2001, que posa en escena Morris Chestnut, Shemar Moore, Bill Bellamy, D.L. Hughley, Gabrielle Union i Clifton Powell. Ha estat doblada al català

## Argument
Jackson, Derrick, Brian i Terry són quatre afroamericans. Jackson i Brian no troben la dona que desitgen. Jackson coneix Denise, una fotògrafa en qui veu el començament d'una nova relació però Denise amaga un secret que potser no li agradi.

## Repartiment
- Morris Chestnut: Jackson Smith
- Shemar Moore: Terry White
- Bill Bellamy: Brian Palmer
- D. L. Hughley: Derrick West
- Gabrielle Union: Denise Johnson
- Clifton Powell: Fred Smith
- Jenifer Lewis: Louise Smith
- Tamala Jones: Sheila West
- Susan Dalian: Bebe Fales
- Vanessa Bell Calloway: La psicòloga de Jackson